# León Pérez de Salmeán y Mendayo
León Pérez de Salmeán y Mandayo (Madrid, 20 de febrero de 1810-Oviedo 2 de septiembre de 1893) fue un científico y químico español que llegó a ser rector de la Universidad de Oviedo.

## Biografía
Nació en Madrid en 1810. Inició sus estudios dentro de la escuela jesuita del Colegio Imperial de Madrid. Pasó de este colegio al Doña María de Aragón en donde estudió Humanidades y Filosofía. Inició sus estudios de ciencias en la Dirección de Minas para luego pasar al Museo de Ciencias Naturales, al Conservatorio de Artes y finalmente al Jardín Botánico. Se trasladó a Asturias para estudiar primero ciencias naturales y más tarde farmacia en la Universidad de Oviedo. En 1831 fue nombrado catedrático de Química aplicada y tres años más tarde catedrático de la propia Universidad.
El 6 de julio de 1836 durante las guerras carlistas y debido a su pensamiento liberal fue apresado en la población de Soto del Barco. Fue trasladado primero a León y más tarde a Galicia en donde logra escaparse regresando a Oviedo en 1837. En este mismo año se casó con Luisa Gotarredona y Barchino. En 1851 fue nombrado decano de la facultad de Filosofía. En 1858 fue nombrado decano de la facultad de Ciencias. Entre 1866 y 1867; y entre 1868 y 1884 fue rector de la Universidad de Oviedo.
Falleció en Oviedo tras vivir en la ciudad más de setenta años el 2 de septiembre de 1893.

## Cargos
Entre sus muchos cargos destacan el de catedrático y rector de la Universidad de Oviedo, profesor del Instituto de Enseñanza Media y de la Escuela para Obreros sostenida por la Sociedad Económica de Amigos del País, director del Jardín Botánico y el Observatorio Meteorológico, decano de la Facultad de Filosofía (1851), decano de la Facultad de Ciencias 1858 y jefe superior de la administración civil (1888).
Entre 1840 y 1876 fue presidente de la Sociedad Económica de Amigos del País. Fue presidente de la Academia de Bellas Artes de San Salvador, Junta provincial de instrucción pública, asociación de ganaderos. Miembro de la sociedad geográfica de Francia y en 1856 fue nombrado miembro de la Academia de Ciencias Exactas, Físicas y Naturales de Madrid.

## Condecoraciones
- Comendador de la Orden de Carlos III.
- Caballero gran cruz de la Orden de Isabel la Católica.

- Datos: Q5974615
- Multimedia: León Salmeán / Q5974615